# گونه‌نام

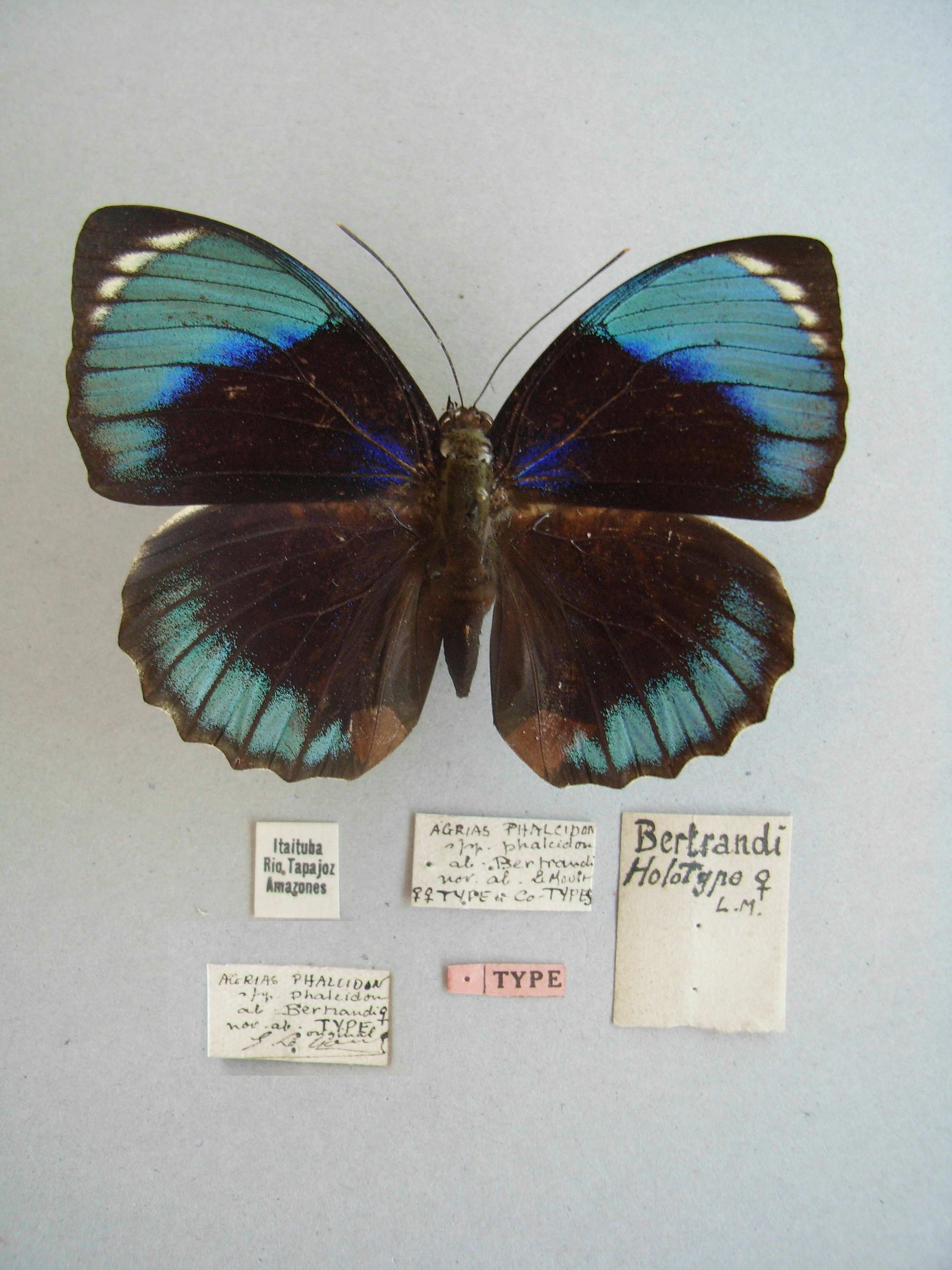
یک گونه‌نام با نوع برچسب ضمیمه شده

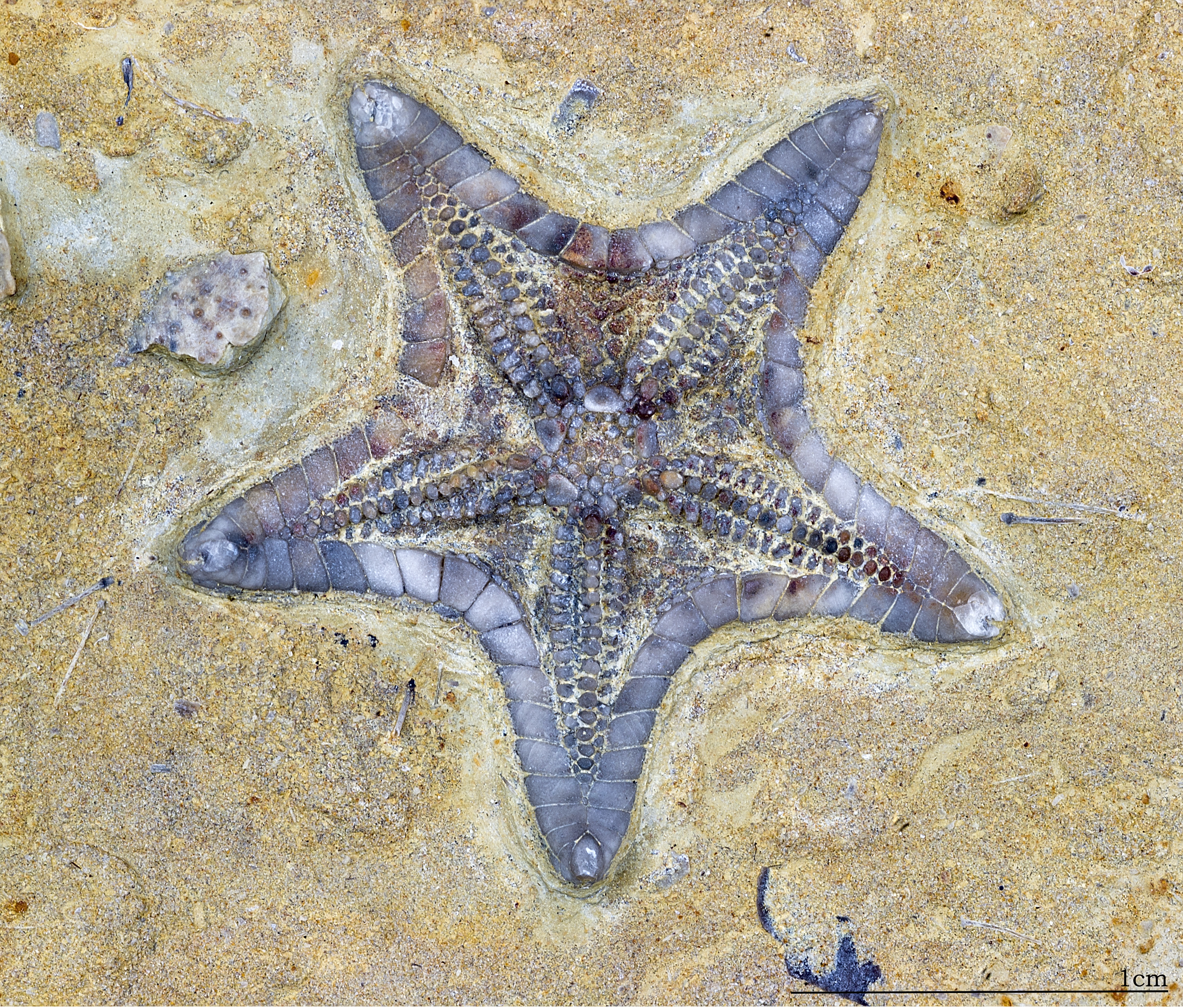
گونه‌نام Marocaster coronatusهای MHNT

در زیست‌شناسی، نامی که برای اولین بار برای معرفی یک گروه آرایه‌شناختی جدید به کار می‌برند و این نام بر روی این گونه باقی می‌ماند، حتی اگر در گونه‌شناسی آن تجدید نظر شود، گونه‌نام (هولوتیپ holotype) نامیده می‌شود.
وقتی گیاهی برای اولین بار، نامگذاری می‌گردد، باید نمونه‌ای از آن گیاه در یکی از موسسات گیاه‌شناسی معتبر که بوسیله مؤلف معرفی شده، نگهداری شود که این نمونه، گونه (Type) نامیده می‌شود و اصطلاحاً به آن گونه‌نام گفته می‌شود. هر گاه مؤلف گیاه به جای یک نمونه، چندین نمونه از گیاه را معرفی کند، یکی از آنها با عنوان گونه‌نام و بقیه با عنوان پراگونه (Paratype) نامیده می‌شوند.
به عبارت دیگر، گونه‌نام به نمونه‌ای که توصیف اصلی آن با استناد به گونه‌ای که توسط نویسنده به عنوان گونهٔ جدید پذیرفته شده، داده می‌شود. به طوری که از این تعریف بر می‌آید، گونه‌نام شامل تنها یک نمونه می‌باشد که فقط با انجام توصیف اصلی حاصل می‌شود.
گونه‌نام یک مثال فیزیکی (یا تصویر) از یک ارگانیسم است که وقتی یک گونه (یا آرایه‌ای با رتبه پائین‌تر از گونه) به طور رسمی توضیح داده شد، برای نمایش یک مثال کامل از آن گونه ارائه می‌شود. این نمونه به صورت صریح و رسمی، مثالی از نمونه توصیف شده است. بر اساس قوانین جهانی نام‌گذاری جانوران (ICZN) گونه‌نام یکی از انواع گونه‌های دارای نام است. در کد بین‌المللی نام‌گذاری برای جلبک‌ها و قارچ‌ها و گیاهان (ICN) و ICZN تعاریف گونه به همین شکل است.
برای مثال، گونه‌نام برای پروانه Lycaeides idas longinus نمونه‌ای است که در موزه جانورشناسی مقایسه‌ای در دانشگاه هاروارد قرار دارد. نمونه یکسان یا ایزوتیپ (isotype) یک نمونه شاخص تکراری یاکپی شده و تکثیر شده است و معمولاً برای گیاهان به کار می‌رود که امکان گرفتن چند نمونه (مثلا چند برگ یا گل) از همان گیاه وجود دارد.
یک گونه‌نام لزوماً یک مثال «معمولی» از یک گونه نیست هرچند ایدئال این است که باشد. گونه‌نام گاهی فقط یک قطعه از یک ارگانیسم است که به ویژه در مورد سنگواره‌ها این مطلب رایج است. برای مثال، گونه‌نام از Pelorosaurus (=Duriatitan) humerocristatus که یک دایناسور گیاه‌خوار از اوایل ژوراسیک است، فسیل استخوان پای به دست آمده از این گونه است که در موزه تاریخ طبیعی در لندن نگهداری می‌شود. حتی اگر نمونه‌های بهتری پیدا شود، گونه‌نام کنار گذاشته نخواهد شد.

## گونه‌های مرتبط
بر اساس قواعد ICN، وقتی که نمونه اصلی گویا نیست یا کافی نیست می‌توان epitype یا نمونه مکمل افزود.
هرگاه مؤلف یک گیاه علاوه بر هولوتیپ، نمونه‌های دیگری از آن گیاه را به موسسات دیگر بفرستد، گیاهان فرستاده شده، Isotype نامیده می‌شوند.
هر گاه مؤلف از بین نمونه‌های جمع‌آوری شده، هولوتیپ را معرفی نکند و هولوتیپ از سوی گیاه‌شناسان دیگر انتخاب شود، Lectotype گفته می‌شود.
نوگونه (Neotype)، نمونه‌ای است که در هنگام از بین رفتن هولوتیپ و سایر نمونه‌های دیگر از سوی گیاه‌شناسان دیگر به جای هولوتیپ انتخاب می‌گردد.